# Hyphoraia infernalis
Hyphoraia infernalis är en fjärilsart som beskrevs av O. Schultz 1905. Hyphoraia infernalis ingår i släktet Hyphoraia och familjen björnspinnare. Inga underarter finns listade i Catalogue of Life.